# Програма за международно оценяване на учениците
Програмата за международно оценяване на учениците (на английски: Programme for International Student Assessment, PISA) е тест, оценяващ функционалната грамотност на учениците в различни страни по света и умението им да прилагат знанията в практиката. Извършва се веднъж на три години. В теста участват юноши на възраст 15 години.

## Провеждане на изследването и организация
Тестът е разработен през 1997 г., за пръв път е приложен през 2000 г. Тестът се организира от Организацията за икономическо сътрудничество и развитие (ОИСР) заедно с консорциум от водещи международни научни организации, при участието на националните центрове. Дейността на консорциума се ръководи от Австралийския съвет за педагогически изследвания (ACER) при активното съдействие на Нидерландския национален институт за педагогически измервания (CITO), на Службите за педагогическо тестване на САЩ (ETS), Националния институт за изследвания в областта на образованието (NIER) в Япония, организацията WESTAT (САЩ) и други авторитетни в света на образованието организации. PISA™ и OECD/PISA™ са търговски марки на ОИСР.
Българското участие в PISA се координира от Центъра за контрол и оценка на качеството на училищното образование (след 2017 година преименуван на Център за оценяване в предучилищното и училищното образование). Резултатите показват, че българските ученици демонстрират значително по-ниски умения по математика и четене в сравнение с предишните години. През 2022 г., те достигат до своето най-ниско равнище от 2006 г., което указва, че образователната система в България остава на едно и също ниво в продължение на последните 16 години.
В изследването вземат участие страните участнички в ОИСР, а също тези страни, които си взаимодействат с ОИСР. Броят на такива страни всеки път съществено нараства.

## Направления на мониторинг
Изследването PISA е мониторингово, то позволява да се извяват и сравнят измененията, ставащи в образователните системи в различните страни, и да се оцени ефективността на стратегическите решения в областта на образованието.
PISA оценява не само предметни знания, но и по-широки умения, като решаване на проблеми и критично мислене, които са от съществено значение за успеха в бързо променящия се глобален пейзаж. Този акцент отразява желанието да се гарантира, че образователните системи подготвят учениците за изискванията на 21-ви век.
Мониторингът на качеството на образованието в училищата PISA се провежда по четири основни направления:
- четивна грамотност; Оценява способността на учениците да разбират, тълкуват и анализират текстове от различен характер. Този аспект подчертава важността на ефективното четене и разбиране на информация.
- математическа грамотност[4];  Фокусира се върху математическите умения на учениците, включително решаването на задачи, прилагането на математически концепции и разбирането на математически модели.
- природонаучна грамотност; Оценява способността на учениците да разбират и прилагат научни концепции, разсъждават научно и разпознават основни принципи в областта на природните науки.
- компютърна грамотност; Включва оценка на уменията на учениците в областта на компютърните технологии и информационните технологии. Това включва уменията за работа с компютърни програми, разбиране на цифрова информация и решаване на проблеми във виртуалната среда, заради навлизането на технологиите в днешно време и тяхната необходимост.

Посредством тези четири направления, PISA предоставя обективна и сравнителна картина на уменията и грамотностите на учениците в различни страни, което е от съществено значение за подобряване на образователните системи и разработване на подходящи образователни политики.

## Резултати и изводи
Съгласно резултатите от изследванията PISA за 2000 – 2015 г., най-добро е средното образование в страните от Източна Азия: Китай, Корея, Сингапур, Япония. За Европа в първата десетка лидери са Финландия, Естония, Швейцария, Полша и Нидерландия.
Резултатите от получените данни за 2018 г. са публикувани на 3 декември 2019 г.

### Примерни задачи
- Въпроси от тестове от предишни години(англ.)